# Łuna 1
Łuna 1 lub Mieczta (Мечта – ros. marzenie) – radziecka sonda księżycowa wystrzelona 2 stycznia 1959. Była pierwszym ziemskim obiektem, któremu nadano drugą prędkość kosmiczną i który wydostał się poza grawitacyjne oddziaływanie Ziemi. Zadaniem Łuny 1 było zderzenie się z powierzchnią Księżyca. Z powodu uszkodzenia systemu kontroli lotu do zderzenia nie doszło, a statek wszedł na orbitę okołosłoneczną (między Ziemią a Marsem). Dane otrzymane z Łuny 1 dostarczyły nowych informacji o pasach radiacyjnych, stwierdziły brak pola magnetycznego Księżyca i wykryły obecność wiatru słonecznego w przestrzeni międzyplanetarnej.

## Opis misji
Łuna 1 była pierwszym statkiem kosmicznym, który wydostał się z grawitacyjnego przyciągania Ziemi i który jako pierwszy przeleciał w pobliżu Księżyca. Łuna 1 otworzyła pierwszą serię radzieckich automatycznych sond międzyplanetarnych, wystrzeliwanych w kierunku Księżyca. Prace nad wysłaniem statku na Księżyc rozpoczęto 20 marca 1958. Prowadziło je biuro konstrukcyjne OKB-1. Statek nie posiadał własnego systemu napędowego. Ponieważ miał osiągnąć bardzo dużą prędkość podróżną, a jego ładunek stanowiły głównie pamiątkowe metalowe plakietki, planowano rozbicie statku o powierzchnię Księżyca.
2 stycznia 1959, po osiągnięciu prędkości ucieczkowej, Łuna 1 oddzieliła się od trzeciego stopnia rakiety nośnej. Do tej pory stopień ten podróżował wraz z Łuną. 3 stycznia, w odległości 113 000 km od Ziemi, z pokładu statku została uwolniona duża chmura gazowego sodu. Ten jarzejący pomarańczowy ślad gazowy, widoczny nad Oceanem Indyjskim, miał jasność około 6m i pozwalał astronomom śledzić ruch statku. Był też częścią eksperymentu badającego zachowanie się gazów w przestrzeni kosmicznej. Łuna 1 minęła powierzchnię Księżyca w odległości 5995 km, w dniu 4 stycznia 1959, po 34 godzinach lotu. Następnie weszła na orbitę okołosłoneczną położoną między orbitami Ziemi a Marsa. Bateria zasilająca wyczerpała się dzień po minięciu Księżyca.
Pomiary wykonane podczas misji, dostarczyły nowych danych o ziemskich pasach radiacyjnych, odkryły brak pola magnetycznego Księżyca i wykryły wiatr słoneczny, silny strumień plazmy jonowej płynący od Słońca poprzez przestrzeń międzyplanetarną.
Amerykańskie laboratoria JPL odebrały sygnały telemetrii Łuny 1, gdy ta minęła Księżyc.

## Oznaczenia
Udaną misję Łuny 1 poprzedziły trzy nieudane próby startu. Statki typu Łuna 1, które uległy zniszczeniu oznacza się w chronologii lotów kosmicznych albo jako E-1 1, E-1 2, E-1 3 (Łuna 1 jako E-1 4) lub jako Łuna 1958A, B i C. Nieudane starty odbywały się między wrześniem a grudniem 1958 przy użyciu rakiet nośnych Łuna 8K72.

## Budowa i działanie
Statek miał kształt kuli. Z jednej z półkul wystawały cztery krótkie anteny oraz dłuższy od nich wysięgnik z magnetometrem. Statek nie posiadał własnego systemu napędowego. Zasilanie odbywało się z ogniwa chemicznego (srebro-cynk i rtęć).
Sód był przechowywany w zbiorniku, pod ciśnieniem 1,3 atmosfery. Dzięki specjalnemu systemowi kontroli (ogrzewanie promieniami słonecznymi i wymuszona cyrkulacja gazu) jego temperatura nie przekroczyła 20 °C.
Statek posługiwał się do komunikacji z Ziemią dwiema częstotliwościami. Na 19,993 MHz, z transmisją telegraficzną (0,5 - 0,8 sekundy), transmitowano dane z przyrządów naukowych. System telemetrii pracował na częstotliwości 183,6 MHz. Statek posiadał też prawdopodobnie odbiornik radiokomend, pracujący na częstotliwości 115 MHz.

## Ładunek
- system śledzenia i telemetrii (115 MHz, 183,6 MHz; 19,993 MHz)
- magnetometr trójosiowy typu fluxgate: zakres od -3μT do +3μT; cyfrowy sygnał w dwóch kanałach 5-bitowych miał czułość 600 nT/V
- licznik Geigera
- licznik scyntylacyjny
- detektor mikrometeoroidów
- sód, 1 kg
- medale[1]

Jeden z medali posiadał na jednej stronie inskrypcję Związek Socjalistycznych Republik Radzieckich, a na drugiej godło ZSRR i napis Styczeń 1959 Styczeń. Napisy wykonano techniką fotochemiczną, co zapewniało im długą żywotność. Drugi z medali miał kształt kuli, symbolizujący sztuczną planetę, jaką stała się Łuna 1. Powierzchnia była pokryta pięciokątnymi symbolami ze stali nierdzewnej. Każdy z symboli posiadał napis ZSRR, styczeń 1959. Po drugiej stronie medalu znajdowało się godło ZSRR i inskrypcja ZSRR.